# Wiskitki (gmina)
Wiskitki (daw. gmina Żyrardów-Wiskitki + gmina Guzów) – gmina miejsko-wiejska w województwie mazowieckim, w powiecie żyrardowskim. W latach 1975–1998 gmina położona była w województwie skierniewickim.
Siedzibą gminy jest miasto Wiskitki.
Według danych z 31 grudnia 2022 gminę zamieszkuje 10076 osób.
Nadanie praw miejskich Wiskitkom 1 stycznia 2021, zmieniło typ gminy z wiejskiej na miejsko-wiejską.

## Struktura powierzchni
Według danych z roku 2021 gmina Wiskitki ma obszar 150,2 km², w tym:
- użytki rolne: 73,6%
- użytki leśne: 21,4%

Gmina stanowi 28,34% powierzchni powiatu.

## Demografia
Dane z 21 grudnia 2022:
| Opis                              | Ogółem | Ogółem | Kobiety | Kobiety | Mężczyźni | Mężczyźni |
| --------------------------------- | ------ | ------ | ------- | ------- | --------- | --------- |
| jednostka                         | osób   | %      | osób    | %       | osób      | %         |
| populacja                         | 10076  | 100    | 5079    | 47,20   | 4997      | 52,80     |
| gęstość zaludnienia (mieszk./km²) | 67,08  | 67,08  | 33,81   | 33,81   | 33,26     | 33,26     |

- Piramida wieku mieszkańców gminy Wiskitki w 2021 roku[7].

## Sołectwa
Aleksandrów, Antoniew, Babskie Budy, Cyganka, Czerwona Niwa, Czerwona Niwa-Parcel, Duninopol, Działki, Feliksów, Franciszków, Guzów, Guzów-Osada, Hipolitów, Janówek, Jesionka, Józefów, Kamionka, Łubno, Miedniewice, Morgi, Nowa Wieś, Nowy Drzewicz, Nowe Kozłowice, Nowy Oryszew, Oryszew-Osada, Podoryszew, Popielarnia, Prościeniec, Różanów, Smolarnia, Sokule, Stare Kozłowice, Starowiskitki, Starowiskitki-Parcel, Stary Drzewicz, Tomaszew, Wiskitki, Wola Miedniewska
Miejscowości podstawowe bez statusu sołectwa to wsie: Podbuszyce i Stara Wieś oraz osady leśne: Babski Borek, Miedniewice-Gajówka, Sokule Drugie i  Sokule Pierwsze.

## Sąsiednie gminy
Baranów, Bolimów, Jaktorów, Nowa Sucha, Puszcza Mariańska, Radziejowice, Teresin, Żyrardów